# Aphantopus luti
Aphantopus luti är en fjärilsart som beskrevs av Evans 1915. Aphantopus luti ingår i släktet Aphantopus och familjen praktfjärilar. Inga underarter finns listade i Catalogue of Life.